# Pif Faye
Cheikh Ibrahima Faye, detto Pif (Pikine, 19 maggio 1987), è un ex cestista senegalese.

## Carriera
Con il Senegal ha disputato i Campionati mondiali del 2006.